# Video de movimiento completo
Un vídeo de movimiento completo (traducción literal del inglés full motion video 'FMV') es una técnica de narración de videojuegos que se basa en archivos de vídeo pregrabados en lugar de un sprites, vectores, o modelo 3D para mostrar la acción en el videojuego. Si bien muchos videojuegos presentan FMV como una forma de presentar información mediante cinemáticas, los videojuegos que se presentan principalmente a través de FMV se conocen como videojuegos de movimiento completo o película interactiva.

## Arcade
La primera ola de videojuegos de FMV se originó en arcades en 1983 con el lanzamiento de Astron Belt de Sega y Dragon's Lair de Cinematronics. Ambos videojuegos utilizaron la tecnología Laserdisc para almacenar el vídeo utilizado en las partidas, lo que permitió imágenes de muy alta calidad en comparación con los videojuegos arcade contemporáneos de la era. Se lanzaron varios videojuegos arcade que usan FMV con Laserdisc durante los próximos tres años y la tecnología fue considerada como el futuro de los videojuegos. Algunos videojuegos lanzados en esta era reutilizaron secuencias de vídeo de otras fuentes, mientras que otros lo hicieron con ese propósito. Cliff Hanger, Bega's Battle, y Firefox reutilizaron las tomas mientras que títulos como Space Ace, Time Gal, Thayer's Quest, Super Don Quixote y Cobra Command fueron completamente originales .
La naturaleza limitada de la FMV, el alto precio para jugar (50 centavos en una era en la que 25 centavos eran estándar), el alto costo del Hardware y los problemas de confiabilidad rápidamente se cobraron un precio en el ruido que rodea a estos juegos y su popularidad disminuyó. Para 1985, el atractivo de FMV y Laserdisc había desaparecido, y la tecnología había desaparecido de las salas de juego a fines de 1987. RDI Video Systems ( Thayer's Quest ) se había convertido en una consola doméstica llamada Halcyon. Pero fracasó y se fueron a la quiebra. Las fortunas de Cinematronics no fueron mucho mejores y fueron compradas por Tradewest en 1987. Compañías como Atari cancelaron más prototipos de juegos de Laserdisc de los que lanzaron. Otros, como Universal, detuvieron el desarrollo de los juegos después de un solo lanzamiento a pesar de anunciar varios títulos.
Después de unos pocos años, la tecnología había mejorado y los jugadores de Laserdisc eran más confiables. Además, los costos se habían reducido y el precio promedio para jugar un juego había aumentado. Estos factores causaron un resurgimiento de la popularidad de los juegos de Laserdisc en la galería. American Laser Games lanzó un juego de tiro light gun llamado Mad Dog McCree en 1990 y fue un éxito instantáneo. American Laser solo podría arrendar casi una docena de juegos de Laserdisc en los próximos años y muchas otras compañías se apresuraron a lanzar títulos utilizando la tecnología. Dragon's Lair II, un título que había sido archivado años antes, fue lanzado por Leland a fuertes ventas. Time Traveler impulsó aún más la tecnología mediante el uso de una tecnología de proyección especial para dar la apariencia de imágenes en 3D.
Una vez más, la moda pasó rápidamente. La naturaleza limitada de Laserdisc obstaculizó la interactividad y la capacidad de reproducción limitada, una debilidad clave en los juegos de arcade. American Laser, el productor principal de juegos de Laserdisc durante esta era, dejó de hacer juegos de arcade en 1994 y la mayoría de las otras compañías cambiaron a tecnologías más nuevas casi al mismo tiempo. Con el aumento de  gráficos en 3D y la introducción de disco duro y CD-ROM en las salas de juego, el Laserdisc grande, costoso y de pequeña capacidad no pudo competir y desaparecido Si bien los CD verían su uso a mediados y finales de la década de 1990, fueron los discos duros, GD-ROM y DVD-ROM los que causaron el mayor salto en el uso de FMV en la sala de juegos. Sus capacidades muy grandes y su tecnología madura y confiable permitieron un hardware mucho más barato que los sistemas de hardware tradicionales, y las escenas de FMV se convirtieron en algo común. El FMV como un componente importante del juego ya había desaparecido en este momento debido a las limitadas opciones de juego que permitía.

## Videoconsola
En 1984, un sistema de consolas domésticas llamado Halcyon fue lanzado por RDI Video Systems que usaba Laserdiscs para sus videojuegos y tenía los puertos de varios juegos de arcade populares de Laserdisc de la época. Utilizó FMV exclusivamente, pero la compañía se retiró después de lanzar solo dos títulos para el sistema. El LaserActive de Pioneer probaría la tecnología nuevamente en 1994, pero también falló.
A principios de la década de 1990, cuando la  PC y las consolas empezaron a crear juegos en  CD, se volvieron técnicamente capaces de utilizar más de unos pocos minutos de películas en un juego. Esto dio lugar a una gran cantidad de videojuegos basados en FMV, como Night Trap (1992), The 7th Guest (1993), Voyeur (1993), Phantasmagoria (1995), y Daryl F. Gates 'Police Quest: SWAT (1995). Otros títulos fueron simplemente reducidos en los puertos de los juegos de arcade Laserdisc, algunos de ellos con una década de antigüedad en este momento. Independientemente de sus fuentes, estos juegos de FMV se usan con frecuencia B-movie y TV actor y prometieron crear la experiencia de reproducir una película o animación interactiva . Sin embargo, los valores de producción fueron bastante bajos con juegos de aficionados, iluminación, vestuario y efectos especiales. Los títulos animados, ya sea de improvisación de imágenes del antiguo anime o se usaron productores de animación en el extranjero más baratos para crear sus imágenes. Además, la calidad de video en estos primeros juegos era baja, y la jugabilidad con frecuencia no estaba a la altura de que se estaba convirtiendo en fallas notorias en videojuegos. En este momento, consolas como 3DO, CD-i, y Sega CD tomaron prestado este concepto para varios  juegos interactivos. Compañías como Digital Pictures y American Laser Games se formaron para producir videojuegos de FMV.
Además, el fenómeno «multimedia» que estaba explotando en popularidad en ese momento aumentó la popularidad de FMV porque los consumidores estaban entusiasmados con esta nueva tecnología interactiva emergente. La computadora personal u ordenador evolucionó rápidamente desde principios a mediados de la década de 1990, de un simple dispositivo de productividad basado en texto a una máquina de entretenimiento en el hogar. El juego en sí también estaba emergiendo de su nicho de mercado a la corriente principal con el lanzamiento de sistemas operativos más fáciles de usar y más potentes, como el Windows 95, que aprovechaba las capacidades de procesamiento en continua evolución.
Las consolas de videojuegos también vieron increíbles ganancias en la calidad de presentación y contribuyeron al crecimiento del mercado masivo en cuanto a la conciencia de los juegos. Fue durante la década de 1990 cuando la industria de los videojuegos superó a Hollywood en ganancias. [cita requerida] Sony hizo su debut en el mercado de consolas con el lanzamiento de PlayStation. PlayStation fue probablemente la primera consola en popularizar los FMV (a diferencia del uso anterior de FMV, que fue visto como una moda pasajera). Una parte del hardware de la máquina era una unidad de procesamiento dedicada M-JPEG que permitía una calidad superior en comparación con otras plataformas de la época. Los FMV en Final Fantasy VIII, por ejemplo, se comercializaron en calidad de película en ese momento.
Los FMV en los juegos actuales suelen consistir en secuencias de vídeo pre-renderizadas de alta calidad CGI. Estas secuencias se crean de manera similar a los efectos generados por computadora en las películas. El uso de FMV como punto de venta o enfoque ha disminuido en los tiempos modernos. Esto se debe principalmente a los avances gráficos en los sistemas modernos de videojuegos que hacen posible que las cinemáticas del juego tengan una calidad visual tan impresionante. Las secuencias de vídeo digitalizadas de actores reales en juegos generalmente terminaron para juegos comunes a principios de la década de 2000 con algunas excepciones como Ace Combat Zero: The Belkan War lanzado en 2006 Command & Conquer 4 : Tiberian Twilight  lanzado en 2010, Tesla Effect lanzado en 2014, Her Story lanzado en 2015, Need for Speed, y Obduction lanzado en 2016.

- Datos: Q1473699